# Adrien Hardy
Adrien Hardy, född den 30 juli 1978 i Nîmes i Frankrike, är en fransk roddare.
Han tog OS-guld i dubbelsculler tillsammans med Sébastien Vieilledent i samband med de olympiska roddtävlingarna 2004 i Aten.